# 1,4,7-trithiacyklononan
1,4,7-Trithiacyklononan je heterocyklická sloučenina se vzorcem (CH2CH2S)3. Používá se v koordinační chemii na přípravu thioetherových komplexů, kde slouží jako tridentátní ligand.
Tato látka vytváří komplexy s mnoha kovy, i těmi, které jsou podle teorie HSAB tvrdé, jako jsou Cu2+ a Fe2+. Většina těchto komplexů je oktaedrická, bodová grupa kationtu je S6.

## Příprava
1,4,7-Trithiacyklononan byl poprvé připraven v roce 1977.